# 華嚴念佛三昧無盡燈
華嚴念佛三昧無盡燈，简称《無盡燈記》:302，是南宋佛教比丘义和於乾道元年（1165年）著作的華嚴宗念佛法門論述:303，主要內容已佚失，序文及跋則收錄於《大正藏‧諸宗部‧樂邦文類卷二》。

## 寫作動機
學者魏道儒認為，義和注意到前人並未整理華嚴經及華嚴宗祖師著作中的念佛法門，例如《華嚴經‧入法界品》中「無礙智慧念佛」、「唯心念佛」、「觀德相念佛」等三種法門。由於這些法門跟當時流行的「西方淨土說」不相配，所以引申華嚴祖師的理論，將華嚴宗圓融無礙、相即相入的理論作為淨土境界，稱為「華嚴融通念佛法門」，並匯集華嚴經及華嚴祖師著作中的相關記載作成此書以弘揚之。魏道儒並認為義和從魏道儒並認為義和如此分別華嚴經及華嚴宗學說的作法，於宋代華嚴研究跟佛學史上皆屬少見。:302-303
義和希望此法門如燈、照亮眾生永不熄滅而命名為「無盡燈」。

## 主要理論
《佛光大辭典》認為義和繼承净源教觀雙修之學風，教義上根據華嚴宗圓融無礙、相即相入理論，認為佛與有情、淨土與穢土彼此間也是互融無礙；修行上則因《華嚴經‧普賢行願品》導歸極樂世界而強調念佛，兩者合稱「華嚴融通念佛法門」。
魏道儒則認為「華嚴融通念佛法門」與「西方淨土說」在理論、修行上都不相同。理論上他將淨土學說分為兩類，一為有相淨土，此說認為淨土世界實存、不因人的主觀意志轉移，人可透過特定修行在特定時間到達淨土世界，西方淨土說屬於此類；二為無相淨土，認為淨土不是獨立實存的地方，而是獲得解脫的精神境界，華嚴融通念佛法門屬於此類。修行上西方淨土說要求行者口中唸佛、心裡觀想佛的形象；華嚴融通念佛法門則否定這些過程，認為透過此法門可以瞬間成佛。:303-304
魏道儒認為義和為了面對當時社會大眾接受「西方淨土說」的形勢，故以阿弥陀佛為最高崇拜對象，而不是華嚴宗的至尊毗卢遮那佛。:304

## 評論
范成大於乾道丁亥年季夏七日（1167年農曆六月七日）寫成此書後記，其在文中指出念佛三昧「深廣微密」，不僅限於以聲音念佛而已，並讚許此書能引人了解實際修道之法。
據说宋孝宗讀此書後大悦。:302
學者魏道儒認為此書是華嚴學僧對當時普遍流行淨土信仰的回應。:302

## 註解
1. ↑  理論研究與實踐修行並進。[5]
2. ↑  宇宙萬象互融無礙、彼此間密切相關。[6]
3. ↑  指三界六道或娑婆世界。[7]